# Pinzgau (taurine)

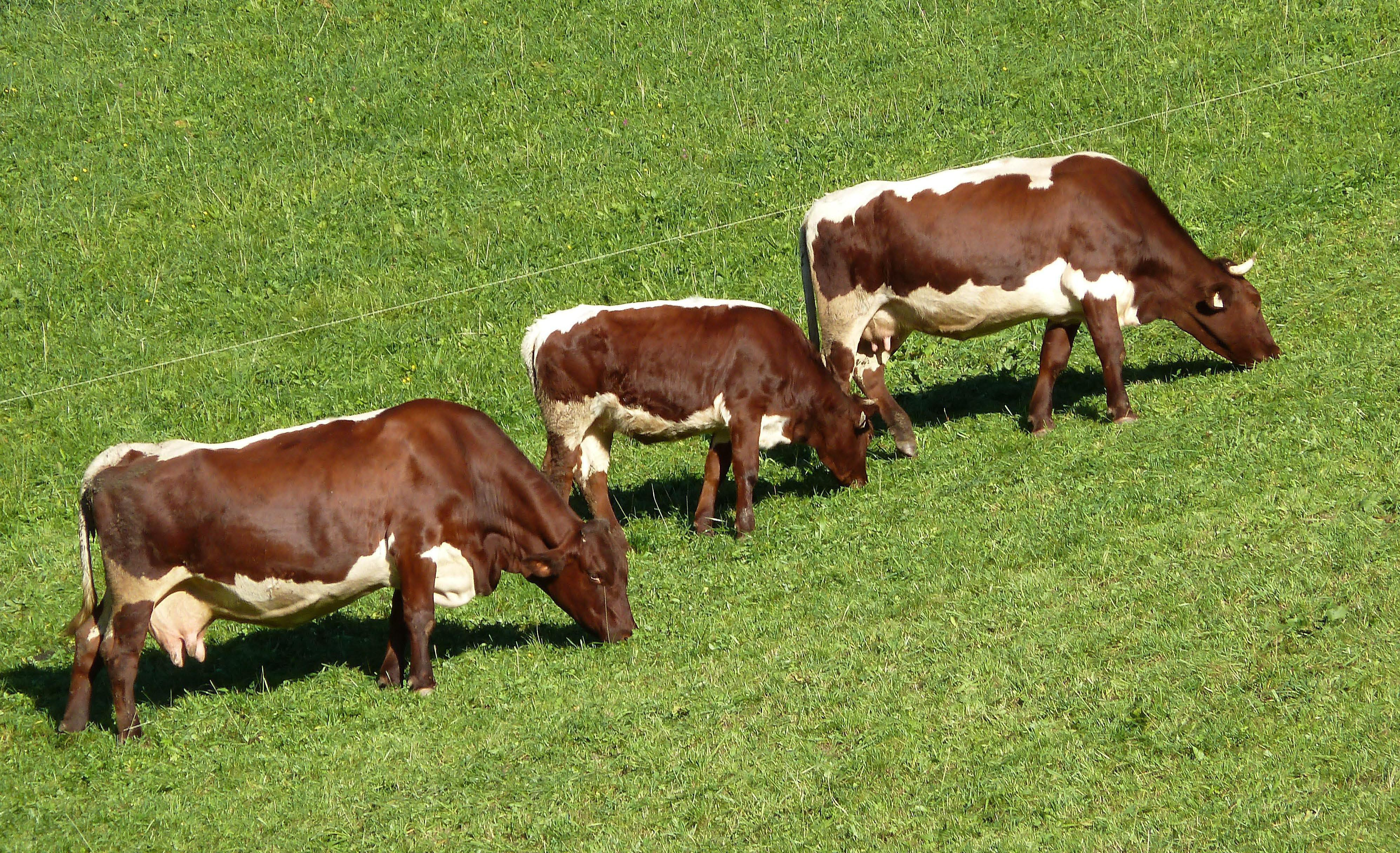
Vaci de rasă Pinzgau

Pinzgau (['pinț-gau]; în limba germană Pinzgauer Rind) este o rasă de taurine formată în regiunea Pinzgau de lângă Salzburg, Austria, și crescută pentru producția mixtă de lapte și carne.
Rasa Pinzgau se caracterizează prin culoarea roșie-castanie care îmbracă tot corpul, cu excepția unei dungi albe de la greabăn, de-a lungul șirei spinării, până la capul sternului.
Greutatea corporală oscilează la vaci între 400-600 kg și la tauri între 850-1.100 kg. Producția medie de lapte (grăsimi 3,7%) este de 2.000-3.000 kg pe an.
Vitele de rasă Pinzgau sunt crescute preponderent în zonele muntoase.
În România această rasă a fost introdusă pentru prima oară în Bucovina, când această regiune se afla în Imperiul Austriac.